# Johannisthaler Chaussee (métro de Berlin)
Gropiusstadt
Johannisthaler Chaussee Gropiusstadt est une station de la ligne 7 du métro de Berlin en Allemagne, située dans le quartier de Gropiusstadt, de l'arrondissement de Neukölln.

## Situation
La station est établie sous la rue du même nom, entre Britz-Süd au nord-ouest, en direction de Rathaus Spandau, et Lipschitzallee au sud-est, en direction de Rudow. Elle dessert la nouvelle cité construite dans les années 1960 et est aussi surnommée « Gropiusstadt ».

## Historique
Elle est ouverte le 2 janvier 1970 lors de la mise en service d'un prolongement de la ligne entre Britz-Süd et Zwickauer Damm.
La station est conçue par l'architecte Rainer G. Rümmler qui fait dans la simplicité. Les halls d'entrée d'origine, tels qu'ils étaient en 1970, n'existent plus. Les murs sont décorés de carreaux gris, interrompus par une bande blanche où est inscrit le nom de la station. Les supports centraux sont recouverts de plaques métalliques. Le plafond et le quai central sont en gris.

## Service des voyageurs

### Accueil
La station comprend un quai central accessible par un escalier au milieu qui mène devant le centre commercial Gropius Passagen et une sortie à l'extrémité nord de la plateforme qui mène à un vestibule. Elle est équipée d'ascenseurs et d'escaliers mécaniques qui la rendent totalement accessible aux personnes à mobilité réduite.

### Desserte
Johannisthaler Chaussee est desservie par les rames circulant sur la ligne 7 du métro.

### Intermodalité
La station de métro est en correspondance avec les lignes no 172, M11, X11 et X71 de la BVG.